# واینو آلتونن

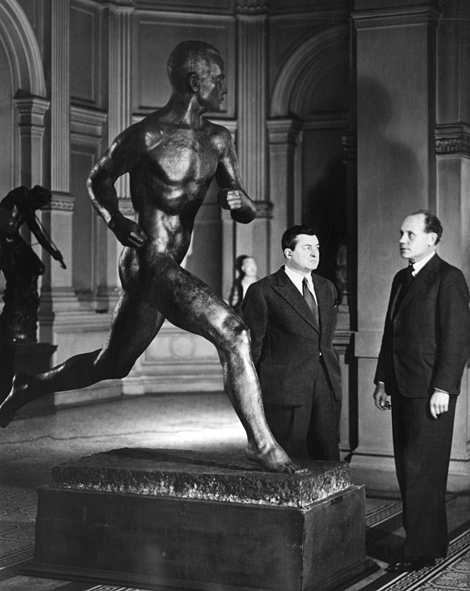
پاوو نورمی و واینو آلتونن در مقابل مجسمه برنز آلتونن از نورمی، آتنه، اواخر دهه ۱۹۳۰

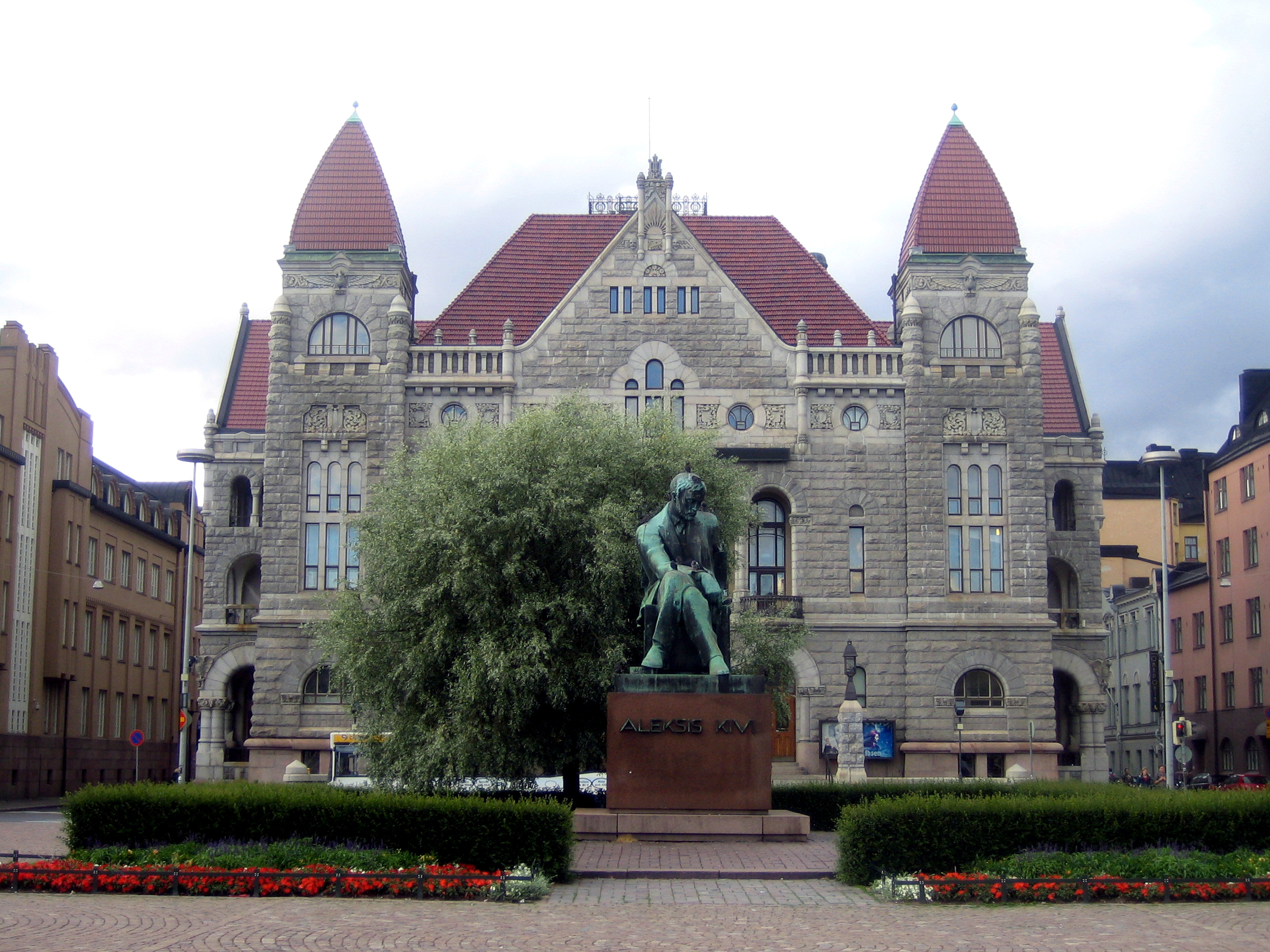
یادبود آلکسیس کیوی اثر واینو آلتونن مقابل تئاتر ملی فنلاند

واینو ولادمر آلتونن (به فنلاندی: Wäinö Valdemar Aaltonen؛ ۸ مارس ۱۸۹۴–۳۰ مه ۱۹۶۶) یک هنرمند و مجسمه‌ساز اهل فنلاند بود. دیکشنری بیوگرافی چمبرز او را به عنوان «یکی از مجسمه‌سازان پیشتاز فنلاند» توصیف می‌کند. وی بین سال‌های ۱۹۱۶ تا ۱۹۶۱ میلادی فعالیت می‌کرد.

## زندگی
واینو در اواخر سده ۱۹ در ۸ مارس ۱۸۹۴ در دهکده کارائینین فنلاند به‌دنیا آمد. وی پس از ناشنوایی در کودکی به‌هنر علاقه‌مند شد و از ۱۶ سالگی یا به‌طور خاص بین سالهای ۱۹۱۰ تا ۱۹۱۵ در مدرسه نقاشی انجمن هنر ترکو شرکت کرد. او چندین سال در این مدرسه برای تحصیل نقاشی گذراند، اما بیشتر در آنجا مجسمه‌سازی تدریس می‌شد. او تکنیک‌های مرمت سنگ مرمر را با کمک خویشاوند خود آره آلتونن و با کار کردن به عنوان کارآموز سنگ‌تراشی در هیرونسالو آموخت. مجسمه‌ساز فلیکس نایلوند برای یک فصل، معلم جایگزین در مدرسه هنر در تورکو بود و کار او الهام‌بخش آلتونن جوان شد.
پس از استقلال فنلاند در ۱۹۱۷ آلتونن یادمان‌هایی از پیکره‌ها و نیم‌تنه‌هایی از شهروندان فنلاند ساخت و از این راه شهرت زیادی به‌دست‌آورد.
سفری که آلتونن در سال ۱۹۲۳ به ایتالیا انجام داد، چشمانش را به هنر کوبیسم و فوتوریسم باز کرد. این عناصر را می‌توان در درجه اول در نقاشی‌های او مشاهده کرد.
واینو آلتونن از میهن‌پرستان نام‌آور فنلاند بود. روحیه او با ظهور جمهوری فنلاند و جنگ جهانی اول متلاطم شد و یادبودهای جنگ را مجسم کرد. او به‌زودی به یک نماد ملی‌گرایی و نمونه‌ای برای فنلاندی‌ها تبدیل شد و در سال ۱۹۲۷ نمایشگاهی در استکهلم تأسیس کرد.

## سبک و آثار
از دیدگاهی مجسمه‌های آلتونن طبیعت‌گرایانه است و با چهره‌های تاریخی و سردیسهایی که شهروندان فنلاند به تصویر کشیده از آن یاد می‌شود. آثار او گرچه عمدتاً طبیعت گرایانه است اما تأثیر کوبیستی نیز در آن‌ها حضور دارد. او یکی از پیشگامان اولیه قرن بیستم حکاکی مستقیم بود.
یادمان مفرغی پاوو نورمی دوندهٔ قهرمان فنلاندی در ۱۹۲۵ در ورزشگاه هلسینکی و نیم‌تنهٔ سیبلیوس آهنگ‌ساز مشهور فنلاندی در ۱۹۲۸ ازجمله آثار مشهور اوست. اثر قابل توجه دیگر او سردیس ژان سیبلیوس در سال ۱۹۲۸ است. این دو اثر، مانند اغلب کارهای اصلی او مجسمه برنزی است هرچند او کارهایی هم با سنگ و حتی شیشه انجام داده‌است.
آلتونن در اوایل قرن ۲۰ از پیشگامان کنده‌کاریِ مستقیم بر روی گرانیت بود؛ که مادهٔ دلخواه او بشمار می‌رود. بعدها شیوهٔ خشک‌تری از کلاسیسیسم نو را در کارهایش پروراند که به فراخور سفارش‌هایی بود که از دولت دریافت می‌کرد؛ پیکره‌های تمثیلیِ موجود در بنای پارلمان فنلاند در هلسینکی در سال‌های ۱۹۳۰ تا ۱۹۳۲ از آن جمله‌اند.
هنگامی که ساختمان جدید پارلمان فنلاند ساخته شد، معمار آن یوهان سیگفرد سیرین می‌خواست که بتواند مجسمه‌هایی را مستقیماً از آلتون خریداری کند. اما یک رقابت علنی اعلام شد با این وجود کار آلتونن به‌عنوان برنده انتخاب شد. مجموعه مجسمه‌های گچی و طلاکاری شده که آلتونن در سال ۱۹۳۲ به پایان رساند پس از مرگ وی با برنز اجرا شد.

## زندگی شخصی

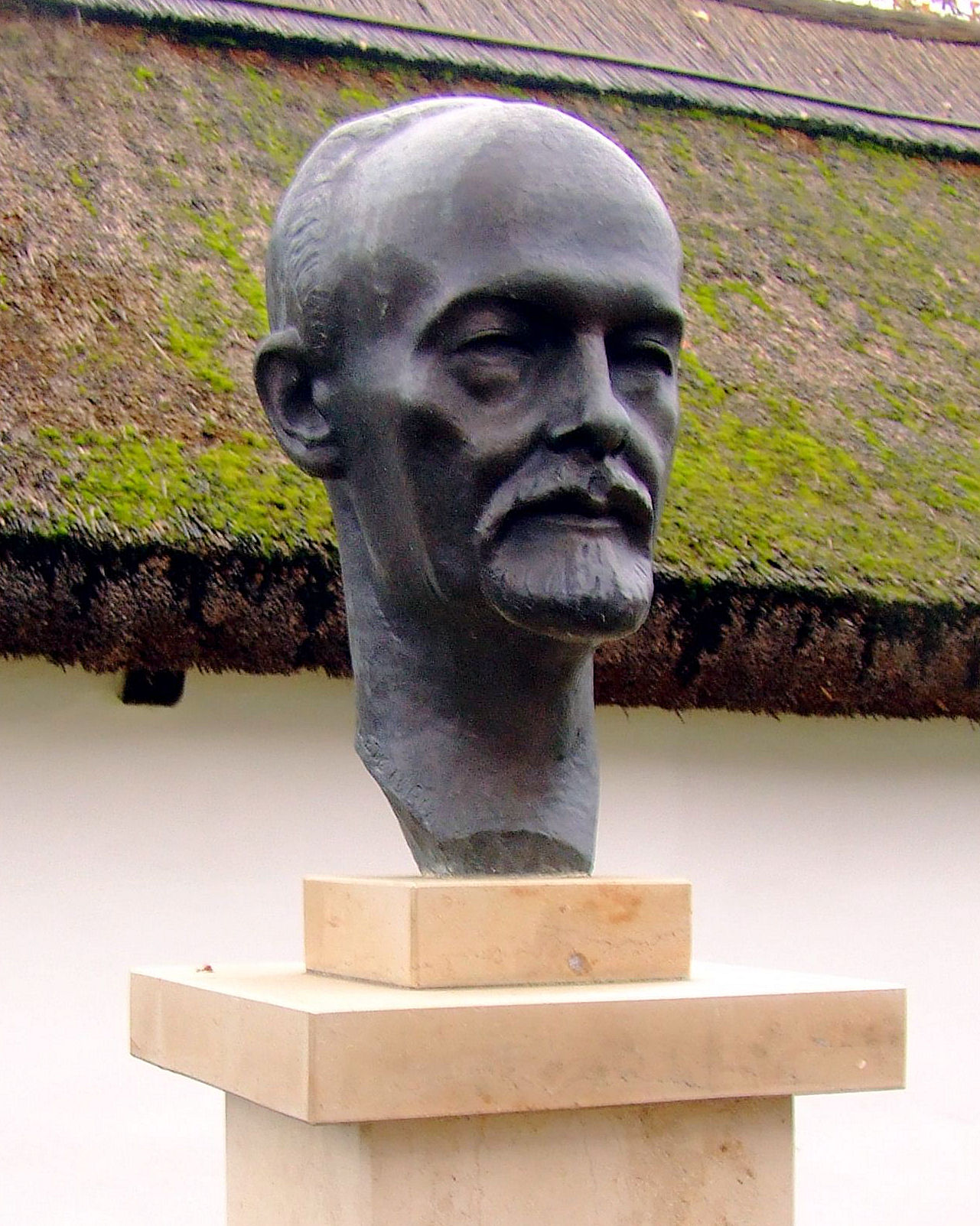
مجسمه ای از سر واینو ولادمر آلتونن

آلتونن در طول زندگی‌اش چهار بار ازدواج کرد. پسرش متی آلتونن یک معمار شد که موزه هنر واینو آلتونن در تورکو را طراحی کرد. مجموعه بزرگی از آثار وی در نمایشگاه دائمی این موزه قرار دارد.